# 空知鉄道
空知鉄道（そらちてつどう）とは、北海道岩見沢市にある個人所有の庭園鉄道である。
鉄道事業法や軌道法に基づく鉄道・軌道ではない。

## 概要
札幌市電の運転士である個人が、岩見沢市内の自己所有地にて運営している。
土地の外周に沿うように軌道が敷設されている。軌間は381 mm（15インチ）で最高速度は5 km/h。
車両はホームセンター等で購入した材料で自作したもので、1910形とト1001形の2両を1編成として運行される。

## 歴史
- 2012年（平成24年）12月8日：空知鉄道設立[4]
- 2013年（平成25年）
  - 6月：建設工事開始[4]
  - 8月：道床が完成[5]
  - 11月：軌条2本搬入、敷設[4][5]
- 2014年（平成26年）
  - 4月：軌条6本搬入[4]、北村駅起点から約19m地点まで敷設完了[5]
  - 5月：北村駅前通り踏切が完成[5]
  - 6月：赤川駅舎完成[4][5]
  - 7月：車両基地内の軌道敷設[5]
  - 11月：車両台車（試験車「すずかけ」[5]）完成[4]
- 2015年（平成27年）
  - 4月：動力車完成（現1910形電車）[4]
  - 4月30日：公式Twitterが開始[6]
  - 5月：北村 - 赤川駅間工事完了・レール締結式[4][5]
  - 9月25日：開業式[4][5]
- 2016年（平成28年）9月：北村駅構内分岐器完成[7]
- 2019年（平成31年/令和元年）5月：隣接地購入、軌道延長工事開始[4]
- 2020年（令和2年）
  - 7月：北海道新聞空知版掲載[7]
  - 8月：NHKテレビニュースで紹介、新車両基地完成[7]
- 2021年（令和3年）4月：トロッコ車両完成（現ト1001形）[7]
- 2022年（令和4年）
  - 夏：北海道新聞他掲載、テレビ放送[4]
  - 7月17日：赤川 - 北車両基地 - 南赤川・開業[4]
  - 8月21日：11時09分頃、南赤川駅構内で北村発南赤川行の1910形が脱線。
  - 原因は南赤川駅構内の分岐器を通過する際に分岐器が本線側に開通していたにもかかわらず、1両目の1910形の第2軸左車輪がクロッシング部から副本線側に割り込んだため。なお、当該列車の総乗車人員は3名(乗客2名・運転士1名)であった。また、この後当該分岐器のクロッシングレールを、欠線部がより小さいものに交換し車輪の割り込みを防止した。[8]

- 2023年（令和5年）5月31日：北村 - 赤川駅間廃止[4][9]。(関係者のみのお別れセレモニー開催[10])
- 理由は路線の変更・付近の民家へ騒音防止・安全確保としている[11]。

## 北村本線の駅

### 北村（きたむら）駅（廃駅）[12]
所在地は岩見沢市北村赤川3739番地。駅番号はK01。駅構造は地上駅、ホームは1面1線。開業日は2015年9月25日、廃止日は2023年5月31日。北村本線当初の起点駅。
北村駅から赤川駅までの一部区間は道路と並走するような線形をしていた。5月31日をもって廃止された後、翌日の6月1日に軌道の撤去作業が行われた。現在、線路傍にはまだ0キロポストがあるが、ホーム柵には立入禁止のテープが張られており侵入できないようになっている。廃止について空知鉄道代表は「初めて開業させた路線を手放すのは断腸の思い」であったと述べている。また、廃止の理由については、
1. 路線の変更･･･南赤川駅から軌道を延伸させて北村駅へ繋げる （建設中、開業は数年後を予定）
2. 環境配慮･･･付近の民家へ騒音防止のため
3. 安全確保･･･軌道の一部が私道と並走し、自動車と接触事故を避けるため

としている。

### 赤川（あかがわ）駅[12]
所在地は岩見沢市北村赤川3739番地。北村駅から35m。駅番号はK02、電報略号はアカ。駅構造は地上駅、ホームは1面1線。開業日は2015年9月25日。乗換は北海道中央バス（岩見沢駅方面及び月形方面）。有人駅で出札窓口有り。
空知鉄道の玄関口であり見学案内をする際の拠点となる。車庫内にある屋内構造の駅で、列車が運転しない時間はシャッターが閉じられる。駅構内に「駅務区・乗務区」がある。2023年5月31日で北村本線北村駅～赤川駅間が廃止となったため北村本線の起点駅となった。非常列車停止装置や案内放送装置、フルカラーＬＥＤ案内表示板がある。

### 南赤川（みなみあかがわ）駅[12]
所在地は岩見沢市北村赤川2741番地。北村本線の駅。駅番号はK03。電報略号はミナ。駅構造は地上駅。ホームは1面2線。開業日は2022年7月17日。無人駅。
延伸開業により新たに設置された駅で、構内には北車両基地への分岐線もある。

## 車両
1910形（MC車）
2015年4月製造。長さ1540mm、幅700mm、高さ1200mm。電動機は三菱200V（三相交流0.4kW）電源は直流24V、自動車用蓄電池。VVVFインバータ方式（安川電機）を使用。時速5kmで走り、定員は乗務員1名、旅客1名。前身（車両台車）は「すずかけ」。
使用部材は以下の通り。
台車枠：アングル材　50×50×6 寸法：1140×700  車輪：伊藤鋳工車輪100㎜  車軸：磨き丸鋼20φ  軸受：NTN　ピロー形ユニットUPC204
ト1001形（TC車）
2020年設計、台車は2021年5月、車体改造2023年。長さ1000mm、幅650mm、高さ1200mm。定員は乗務員1名。当初は屋根なしトロッコ客車であった。その後、屋根を設置し客室部分を無くし運転台へと改造した。
使用部材は以下の通り。
台車枠：アングル材 40×40×5 寸法：1000㎜×650㎜  車輪：永瀬工場チルド車輪100㎜  車軸：ミスミ回転軸ストレートタイプ20φ  軸受：ピローブロックNTN CM-UPC204
1910形とト1001形共に台車は鋼材（アングル材など）で製作。台車の溶接・車輪の旋盤加工については外注。

## 施設見学
最寄り駅はJR岩見沢駅。岩見沢駅からは北海道中央バスの月形駅前行きに乗り、「岩見沢バスターミナル」から「赤川」で降車。なお、岩見沢駅と赤川駅の距離は約8.3kmである。
2019年度より定期的に一般公開を実施している。また、鉄道関係者は別日に見学対応を行っている。2021年度までは見学会日程を公表して予約不要だった。2022年度から毎月1回第3日曜日に施設見学を予約不要で行った。夏にテレビ等メディアで取り上げられ、その後空知鉄道では対応できない人数が来てしまい、8月の開催をもって年内の見学対応を全て中止した。2023年度夏よりエアリザーブを使った事前予約による見学が行われた。次年度以降も実施する予定。
運行情報や見学予約は随時下記外部リンクの公式HPに記載されている。